# Довгалевка (Миргородский район)
Довгалевка (укр. Довгалівка) — село, Хомутецкий сельский совет, Миргородский район, Полтавская область, Украина.
Код КОАТУУ — 5323288202. Население по переписи 2001 года составляло 303 человека.
В Центральном Государственном Историческом Архиве Украины в городе Киеве есть документы православной церкви за 1750-1794 год
Село указано на карте частей Киевского, Черниговского и других наместничеств 1787 года.

## Географическое положение
Село Довгалевка находится на правом берегу реки Хорол, выше по течению на расстоянии в 1 км расположено село Хомутец, ниже по течению на расстоянии в 1 км расположено село Малые Сорочинцы. Река в этом месте извилистая, образует лиманы и заболоченные озёра.

## Объекты социальной сферы
- Клуб.